# Prix du roman d'écologie
Le Prix du roman d'écologie est un prix littéraire français, créé en 2018, qui récompense chaque année un roman francophone « qui place l’écologie au cœur de son intrigue ».

## A propos

### Pourquoi le PRE?
L’urgence écologique est désormais reconnue. Mais la politique, l’information et la science ne s’adressent qu’à une partie de la nature humaine et ignorent souvent un autre ressort d’action : la sensibilité, l’émotion, l’empathie spontanée.
La preuve factuelle est indispensable. La persuasion par la sensibilité artistique au sens large - arts plastiques, photographie, cinéma, théâtre, poésie, musique, architecture, littérature - l’est tout autant. En littérature, le roman met en récit, ouvre des perspectives, noue et dénoue les contradictions de l’intime et de la société. La langue nous emporte et nous dévoile autrement le changement du monde, les liens entre l’humain et le vivant, les responsabilités, les aspirations, les hésitations, les états de l’âme.
La création d’un prix littéraire annuel pour des romans francophones où l’écologie occupe une part substantielle de l’intrigue est née de cette volonté de donner à l’écologie sensible une nouvelle visibilité et de la faire reconnaître.

### La démarche
Trois principes la guident :
- la qualité littéraire est centrale pour la sélection des romans ;
- les questions écologiques au sens large (climat et biodiversité, projet de société, territoires, relation à la science, utopies..) doivent représenter une part substantielle de l’intrigue. Il ne s’agit pas de la simple transcription du nature writing ;
- les étudiants représentent la moitié du jury. Ce choix reflète la volonté des fondateurs du Prix de donner toute sa place à une génération qui fait de l’engagement sur les enjeux écologiques une priorité.

La sélection des ouvrages se fait à partir des romans francophones parus l’année précédant la remise du prix. 6 romans sont finalistes. Le prix est décerné en avril après deux réunions successives du jury.
Le jury comprend 20 membres dont 10 étudiants. Les dix autres membres sont des écrivains, des personnalités qualifiées, des représentants des institutions partenaires. Le Président du jury est Alexis Jenni.

### Les initiateurs
L’association du Prix du roman d’écologie présidée par Lucile Schmid dont sont membres fondateurs Dalibor Frioux écrivain, cofondateur du PRE, l'écrivain Alexis Jenni, les romancières Alice Ferney et Laure Limongi, Rémi Baille fondateur de la revue littéraire l’Allume-feu et journaliste à France Culture, Antoine Hardy, Pauline Frileux, ethnologue et enseignant-chercheur à l’Ecole nationale du paysage, Élisabeth Guillon, chargée de l'animation et de la transition écologique au sein du groupe La Poste, Pierre Schoentjes, Professeur à l’Université de Gand, Camille Guichard, écrivain, réalisateur et scénariste, Rémi Noyon, journaliste à L’Obs et Jean-Marie Compte, conservateur général des bibliothèques à la BNF.
L’École nationale du paysage dont 5 étudiants sont membres du jury.
L’École nationale supérieure d’art de Paris-Cergy dont 5 étudiants sont membres du jury.
Le think tank La Fabrique Ecologique.
La revue Esprit qui héberge le PRE.
La Poste mécène du PRE dès l’origine.

### Les nouveaux partenaires
Depuis 2018, le groupe La Poste est mécène du PRÉ et la Bibliothèque nationale de France (BNF) est partenaire du PRE. La remise du prix se déroule actuellement dans ses locaux Quai François Mauriac 75013 Paris.
En 2020-2021, la BNF et le PRE y ont organisé conjointement un cycle annuel portant sur« littérature et écologie » comprenant six séances thématiques :
1. Histoire des liens entre littérature et écologie ;
2. La question du sauvage (wilderness) ;
3. Sciences fiction et catastrophe ;
4. L’eau, les paysages retour sur le cycle du vivant ;
5. L’inspiration écologique renoue-t-elle avec la littérature engagée ?
6. Masterclass sur la création du prix organisée avec les étudiants.

Le musée de la chasse et de la nature et La Maison des écrivains et de la littérature ont été associés au cycle littérature et écologie.
Pour l’édition 2022 du PRE ce cycle s’est transformé en une après-midi de conférences-débats autour des langages de l’écologie.

## Lauréats du Prix du roman d'écologie
- 2018 : Emmanuelle Pagano, Sauf riverains[8],[9],[10]
- 2019 : Serge Joncour, Chien-loup[11],[12]
- 2020 : Vincent Villeminot, Nous sommes l’étincelle[13]
- 2021 : Lucie Rico, Le chant du poulet sous vide[14]
- 2022 : Antoine Desjardins, Indice des feux[15]

- 2023 : Annie Lulu, Peine des faunes[16]
- 2024: Clara Arnaud, Et vous passerez comme des vents fous[17]

## Romans sélectionnés pour le Prix du roman d'écologie

### 2018
Sélection 2018
- Stéphane Servant, Sirius
- Emmanuelle Pagano, Sauf riverains
- Thomas Flahaut, Ostwald
- Errol Henrot, Les liens du sang
- Pierre Ducrozet, L'invention des corps
- Joël Basqué, La fonte des glaces

### 2019
Sélection 2019
- Éric Plamondon, Taqawan
- Camille Brunel, La guérilla des animaux
- Audrée Wilhelmy, Le corps des bêtes
- Serge Joncour, Chien-loup
- Jane Sautière, Mort d'un cheval dans les bras de sa mère
- Jean Rolin, Le Traquet kurde

### 2020
Sélection 2020
- Claudie Hunzinger, Les grands cerfs
- Vincent Villeminot, Nous sommes l’étincelle
- Élizabeth Filhol, Doggerland
- Gisèle Bienne, La Malchimie
- Emmanuelle Pireyre, Chimère
- Thomas Giraud, Le Bruit des Tuiles

### 2021
Sélection 2021
- Lucie Rico, Le chant du poulet sous vide
- Luc Bronner, Chaudun, la montagne blessée
- Serge Joncour, Nature Humaine
- Pierre Ducrozet, Le grand vertige
- Colin Niel, Entre Fauves
- Mireille Gagné, Le lièvre d’Amérique

### 2022
Sélection 2022
- Thomas B. Reverdy, Climax
- Antoine Desjardins, Indice des feux
- Éric Fottorino, Mohican
- Céline Minard, Plasmas
- Corinne Royer, pleine terre
- Douna Loup, Les Printemps sauvages

### 2023
Sélection 2023
- Claudie Hunzinger, Un chien à ma table
- Sybille Grimbert, Le Dernier des siens
- Miguel Bonnefoy, L'Inventeur
- Hélène Laurain, Partout le feu
- Annie Lulu, Peine des faunes
- Jean Rolin, La Traversée de Bondoufle

### 2024
Sélection 2024
- Gaspard Koenig, Humus
- Clara Arnaud, Et vous passerez comme des vents fous
- Ananda Devi, Le jour des caméléons
- Sophie Vandeveugle, Feu le vieux monde
- Vidya Narine, Orchidéiste
- Hélène Zimmer, Dans la réserve